# Ralph van Furth
Ralph van Furth (Den Haag, 30 april 1929 − Oegstgeest, 22 januari 2018) was een Nederlands hoogleraar interne geneeskunde-infectieziekten.

## Biografie
Van Furth was een zoon van medicus en huisarts dr. Willem Levy van Furth (1899-1943) en Alida Cohen (1901-1979). Zijn ouders waren van Joodse afkomst. Dankzij de contacten die zijn vader had via de artsenverzetsorganisatie Medisch Contact dook het gezin onder. Van Furth zelf zat onder andere in Kwintsheul, Den Haag, Garderen, Amstelveen en Amsterdam. Moeder en zoon overleefden de oorlog, vader Willem van Furth verloor in augustus 1943 het leven door suïcide.

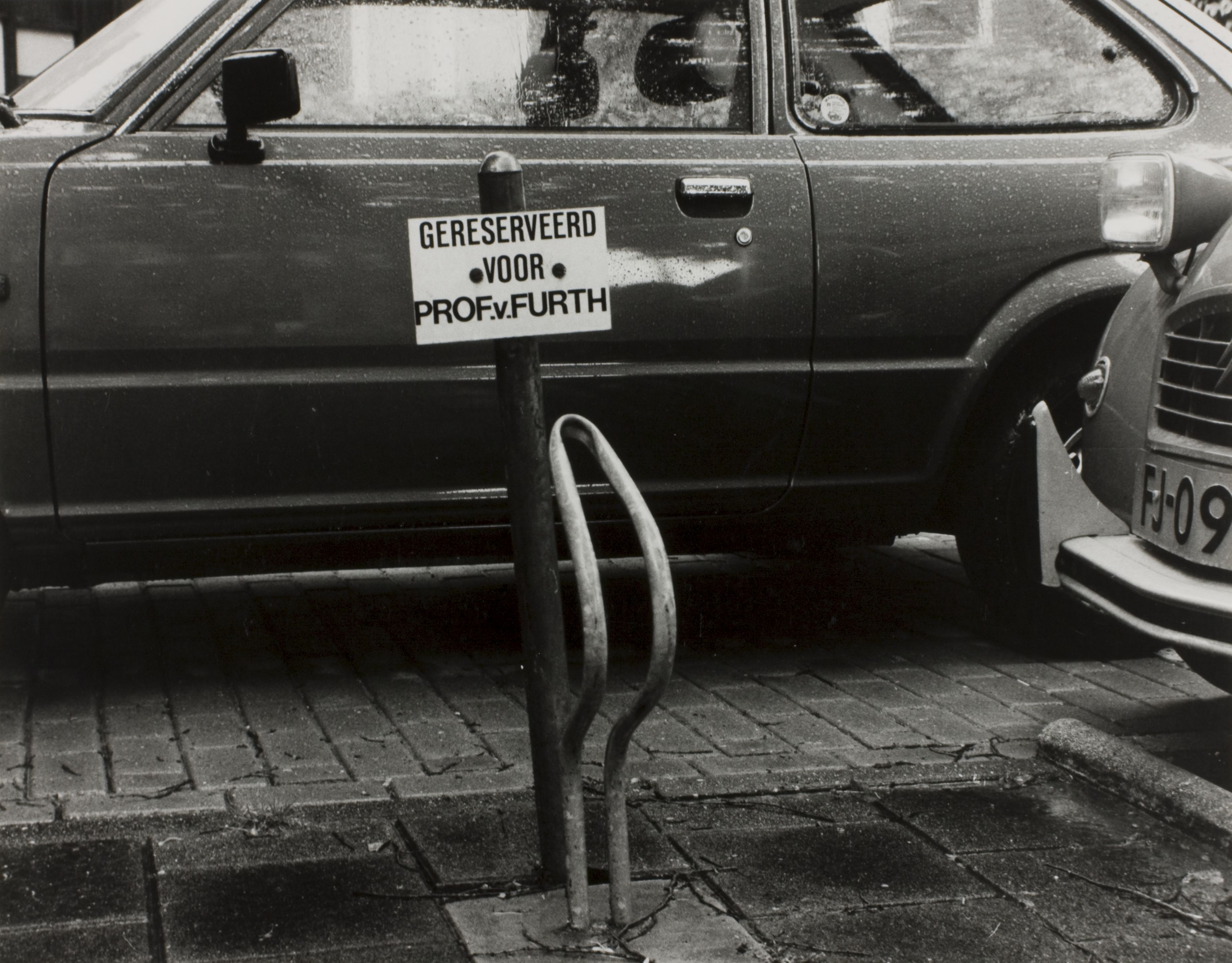
Gereserveerde fietsklem voor Van Furth (1980)

Van Furth promoveerde in 1964 aan de Rijksuniversiteit Leiden op The formation of immunoglobulins by human tissues in vitro. In 1976 hield hij zijn inaugurele rede na de benoeming tot gewoon hoogleraar Interne geneeskunde-infectieziekten aan zijn alma mater, en was daar verbonden aan het LUMC. Tot zijn promovendi behoorde Jaap van Dissel, die hem later opvolgde als hoogleraar.
Van Furth was betrokken bij de verschillende conferenties over mononuclear phagocytes die vanaf 1969 in Nederland werden gehouden en waarvan hij de congresbundels redigeerde. Hij was daarnaast medeverantwoordelijk voor de in Leiden gegeven post-academische Boerhaavecursussen, met name over antibiotica en infecties. In 1998 redigeerde hij een handboek over mononuclear phagocytes. In 1996 werd hem ter gelegenheid van zijn emeritaat een afscheidsbundel aangeboden. Hij bleef daarna tot 2001 meewerken aan de Boerhaavecursussen.
Vanaf 2004 werkte Van Furth mee aan uitgaven en voordrachten voor de Leidse Alumnivereniging Geneeskunde, als eerste aan 65 jaar Leidse Medische Faculteit. Als laatste werkte hij in 2011 mee aan Hoe het was: een wandeling door 35 jaar Leidse heelkunde van de LAG.
Van Furth was tussen 1995 en 2013 voorzitter van de Koninklijke Maatschappij voor Natuurkunde 'Diligentia' te Den Haag, en werd daarna benoemd tot erelid. Hij was Ridder in de Orde van Oranje-Nassau en Ridder in de Orde van de Nederlandse Leeuw.
Van Furth trouwde in 1954 met Anne Ghilaine Henriette (Ghi) Vreede (1930-2014), telg uit het geslacht Vreede, met wie hij drie kinderen kreeg. Hun oudste zoon, prof. dr. Eric van Furth, is eveneens hoogleraar aan het LUMC, hun jongste zoon is neurochirurg aan dezelfde instelling; hun dochter prof. dr. Marceline van Furth is hoogleraar in de Kindergeneeskunde aan het VUmc, met een focus op infectieziekten. Prof. dr. R. van Furth overleed begin 2018 op 88-jarige leeftijd.